# Бањи (Маса-Карара)
Бањи (итал. Bagni) је насеље у Италији у округу Маса-Карара, региону Тоскана.
Према процени из 2011. у насељу је живело 397 становника. Насеље се налази на надморској висини од 115 м.